# Уака (префектура)
Уака (фр. Ouaka; санго Sêse tî kömändâ-kötä tî Wäkä) — префектура на юге центральной части Центральноафриканской Республики.
- Административный центр — город Бамбари.
- Площадь — 49 900 км², население — 224 076 человек (2003 год).

## География
Граничит на западе с префектурой Кемо и экономической префектурой Нана-Гребизи, на северо-западе с префектурой Бамбинги-Бангоран, на северо-востоке с префектурой Верхнее Котто, на юго-востоке с префектурой Нижнее Котто, на юге с Демократической Республикой Конго по реке Убанги.
Через территорию префектуры протекает река Уака, правый приток Убанги, давшая название этой провинции. На реке Уака находится административный центр префектуры Бамбари.

## Субпрефектуры
- Бакала
- Бамбари
- Гримари
- Иппи
- Куанго